# Simone Lottici
Simone Lottici (Torre de' Picenardi, 1º novembre 1959) è un ex cestista e allenatore di pallacanestro italiano.